# Euchlorostola anusia
Euchlorostola anusia là một loài bướm đêm thuộc phân họ Arctiinae, họ Erebidae.